# Undeniable (album)
Pour les articles homonymes, voir Undeniable.
Albums de AZ
The Format
(2006) Final Call (The Lost Tapes)
(2008)
Undeniable est le septième album studio d'AZ, sorti le 1er avril 2008.
L'album s'est classé 18e au Top Independent Albums, 24e au Top R&B/Hip-Hop Albums et 141e au Billboard 200.

## Liste des titres
| No  | Titre                                                          | Contient un (des) sample(s) de                        | Durée |
| --- | -------------------------------------------------------------- | ----------------------------------------------------- | ----- |
| 1.  | The Game Don't Stop (Produit par Fizzy Womack)                 |                                                       | 4:06  |
| 2.  | Superstar (Produit par Mr. Lee)                                | Anything de Carl Thomas                               | 4:21  |
| 3.  | Life on the Line (Produit par Street Radio)                    | Touch a Four Leaf Clover d'Atlantic Starr             | 4:32  |
| 4.  | Fire (Produit par Nottz)                                       | Let's Go Up de Dennis Edwards Space de Galt MacDermot | 3:13  |
| 5.  | What Would You Do (featuring Jay Rush – Produit par Emile)     | The Magic of Your Love des Majestic Arrows            | 4:18  |
| 6.  | Dead End (Produit par Street Radio)                            |                                                       | 3:24  |
| 7.  | Parking Lot Pimpin' (Produit par Street Radio)                 | Out There de Willie Hutch                             | 4:22  |
| 8.  | Undeniable (Produit par The Bad Parts)                         |                                                       | 3:23  |
| 9.  | Go Getta (featuring Ray J – Produit par Jay « Waxx » Garfield) | Chocolate Girl des Whispers                           | 4:03  |
| 10. | Now I Know (Produit par Nottz)                                 | Da-Da d'Hiroshima                                     | 3:14  |
| 11. | A Game (featuring Amil – Produit par Fizzy Womack)             |                                                       | 3:24  |
| 12. | The Hardest (featuring Styles P – Produit par Large Professor) |                                                       | 3:30  |